# Benišangul-Gumuz (regija)
Benišangul-Gumuz, (amharski: ቤንሻንጉል-ጉምዝ, engleski: Benishangul-Gumuz) je jedna od devet etničkih regija (kililoch) Etiopije.
Prije tog je bila znana kao Regija 6, glavni grad ove regije je Asosa. Nakon usvajanja ustavnih promjena 1995., utemeljena je nova Regija Benišangul-Gumuz od najzapadnijeg dijela bivše pokrajine Godžam (sjeverni dio toka Plavog Nila) i sjeverozapadnog dijela bivše pokrajine Velega (južni dio toka Plavog Nila).
Ova regija ima izuzetno lošu prometnu infrastrukturu, preko Plavog Nila, koji dijeli ovu regiju na dva dijela - nema ni jednog mosta. Tako da se da bi se došlo iz Asose u glavni grad Zone Metekel mora prevaliti put od 1,250 km (umjesto 180, kad bi postojao most) jer se mora voziti okolno preko regija Oromije i Amhare. I ceste su jako loše, osobito nakon sezone kiša, tad je gotovo nemoguće putovati.

## Stanovništvo
Prema procjenama Etiopske središnje statističke agencije za 2007. godinu, Regija Benišangul-Gumuz imala je ukupno 670,847, stanovnika, od tog je njih 340,378 bilo muških i 330,469 žena. U gradovima je živjelo 97,965 stanovnika, ili 14.6%. Površina Regije bila je 49,289.46 km², tako da je gustoća iznosila 13.6 stanovnika na 1 km². Najbrojnije etničke skupina u regiji bili su; Amharci (25.41%), Berte (21.69%), Oromci (13.55%), Šinaše (7.73%) i Agaw-Awi (5.22%). Najveći dio stanovnika su muslimani 45.4%, potom slijede vjernici Etiopske tevahedo crkve 33%, 13.5% njih su protestanti, a ostatak od 7.1% vjeruju u tradicionalna politeistička vjerovanja.

## Poljoprivreda
Prema procjenama Središnje statističke agencije Etiopije-CSA iz 2005. godine stočari regije držali su ukupno 307,820 grla stoke (ili 0.79% svih grla u Etiopiji), 65,800 ovaca (0.38%), 244,570 koza (1.88%), 1,770 mula (1.2%), 37,520 magaraca (1.5%), 732,270 peradi (2.37%), i 166,130 pčelinjih košnica (3.82%).
Više od 60% teritorija ove regije pokriveno je šumama bambusa, eukaliptusa, gumovca i ostalim egzotičnim drvećem Posljednjih desetljeća, se zbog povećanog broja stanovnika, naglo povećala sječa šuma, tako da je središnja vlada najavila 8. lipnja 2007. kampanju o sadnji 1,5 milijuna sadnica.

## Predsjednici Izvršnog odbora
- Attom Mustapha (nakon 1991.)
- Abdu Mohammad Ali 1990-ih
- Ateyb Ahmed 1990-ih - 1995.
- Yaregal Aysheshum, Demokratska združena unija naroda Benišangul-Gumuz (B-GPDUF) srpanj 1995. - studeni 2008.
- Ahmed Nasir Ahmed (B-GPDUF) studeni 2008. - do danas

## Vanjske poveznice
- Karta Regije Benišangul-Gumuz  (PDF)